# Иньшань
Иньша́нь (кит. трад. 陰山, упр. 阴山, пиньинь Yīnshān) — горная система на севере Китая, во Внутренней Монголии, к северу и северо-востоку от Хуанхэ.
Общая протяжённость составляет 650 км, высота — до 2187 м. В состав системы входят хребты Ланшань, Шэйтэн-Ула, Хэланьшань, Дациншань. Северные склоны хребтов обычно пологи, южные — крутые и обрывистые.

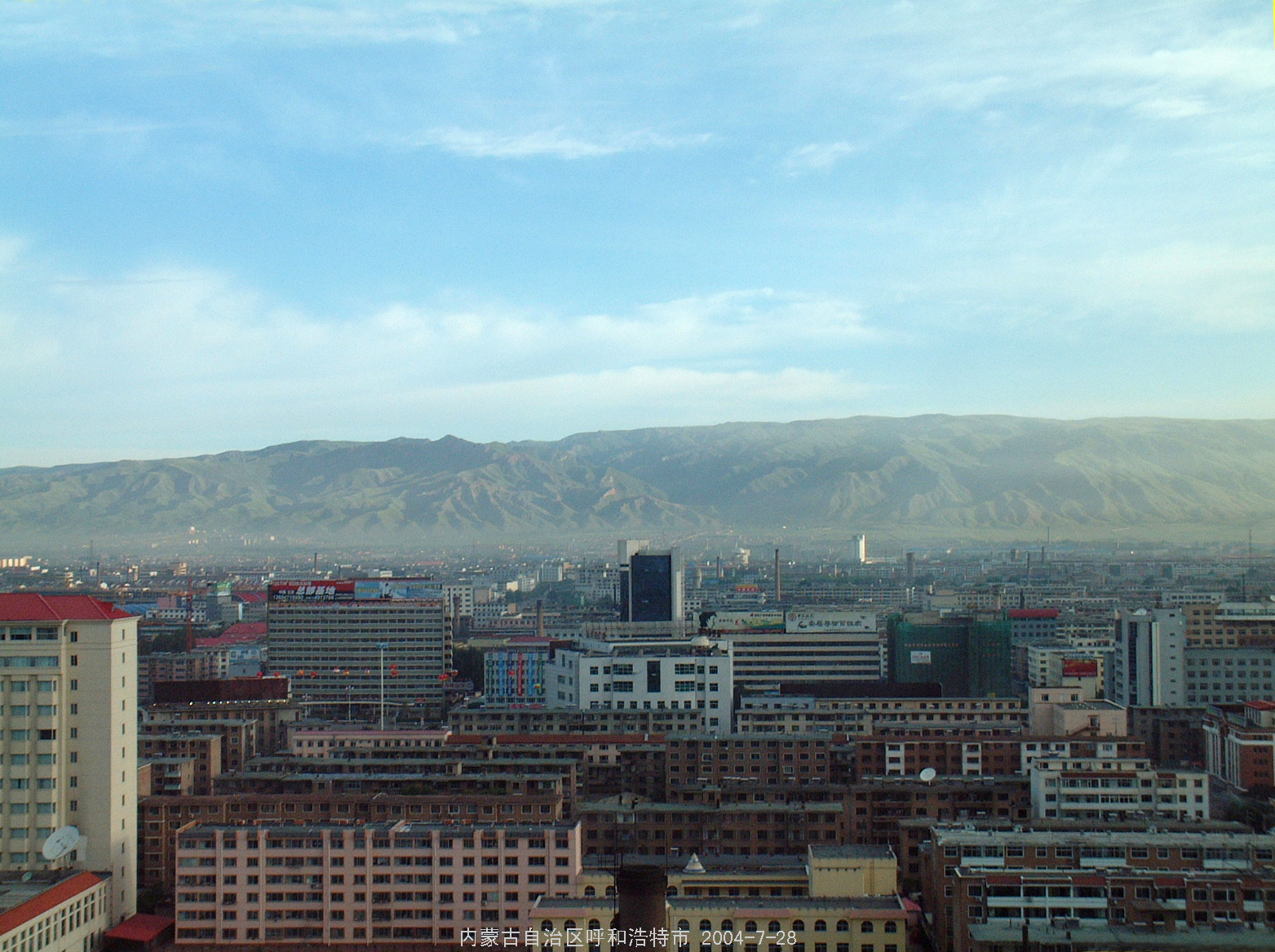
Дациншань, Хух-Хото.

Горы Иньшань сложены главным образом древними кристаллическими породами: граниты, гнейсы. Имеются месторождения полезных ископаемых: каменного угля и железных руд. В пригребневых частях на южных склонах — горные степи, по ущельям сохранились сосняки и берёзовые рощи, по долинам рек — заросли лавролистного тополя, в нижних частях северных склонов — полупустыни. Ранние исследования природы Иньшаня выполнены русскими путешественниками, начиная с Николая Пржевальского.